# Gastrotheca chrysosticta
Gastrotheca chrysosticta là một loài ếch trong họ Hemiphractidae.
Nó được tìm thấy ở Argentina và Bolivia.
Môi trường sống tự nhiên của nó là các khu rừng đất thấp ẩm nhiệt đới và cận nhiệt đới. Loài này đang bị đe dọa do mất môi trường sống.